# Knut Hinz

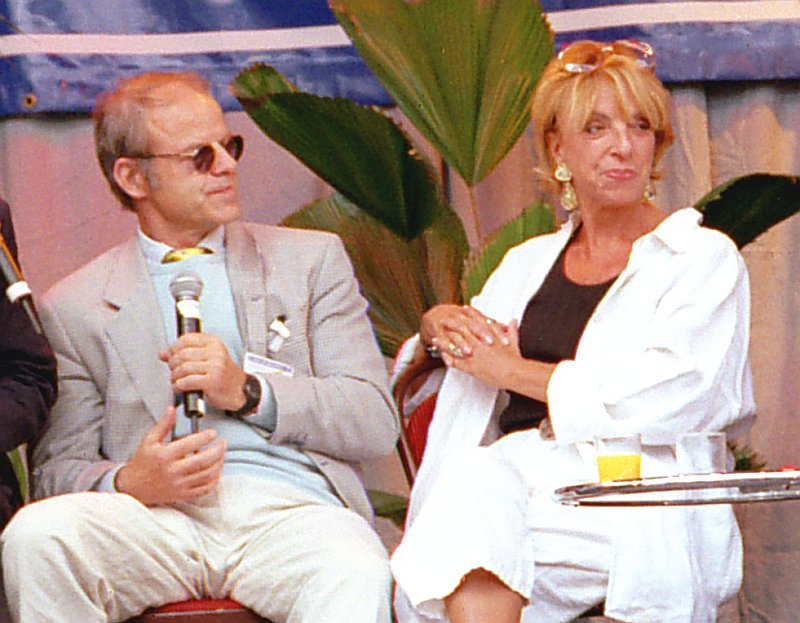
Knut Hinz und Ute Mora beim Tag der offenen Tür der Lindenstraße in Köln-Bocklemünd (1997)

Knut Hinz (* 23. Oktober 1941 in Berlin) ist ein deutscher Schauspieler.

## Leben
Knut Hinz ist der jüngste Sohn des Schauspielerehepaars Werner Hinz und Ehmi Bessel. Sein Bruder war der Schauspieler Michael Hinz und seine Halbschwester die Schauspielerin Dinah Hinz.
Seine Schauspielausbildung absolvierte Hinz an der Hochschule für Musik und Theater Hamburg. Als Theaterschauspieler wirkte er am Staatstheater Braunschweig, Schauspielhaus Hamburg, Thalia-Theater und dem Ernst Deutsch Theater. Im klassischen Fach tat er sich als Schiller-, Shakespeare- und Lessing-Interpret hervor. Gelegentlich war er auch als Synchronsprecher tätig.
Als Schauspieler stand Knut Hinz unter anderem an der Seite von Heinz Rühmann in Der Tod des Handlungsreisenden (1968) vor der Kamera. Eine seiner ersten Hauptrollen im Fernsehen war die des Kommissars Heinz Brammer, den er von 1974 bis 1977 in der Krimiserie Tatort verkörperte. Es wurden vier Folgen produziert. Mit der Rolle des Dr. Borsdorf in der ZDF-Serie Die Schwarzwaldklinik begann seine Karriere als Seriendarsteller. Später war er auch in den Serien Die Wilsheimer und Das Erbe der Guldenburgs zu sehen. Einem breiten Publikum bekannt wurde Hinz als Hans-Joachim „Hajo“ Scholz in der ARD-Serie Lindenstraße, den er von Juli 1990 (Folge 241) bis August 2016 (Folge 1590) verkörperte, dabei von 1990 bis 2003 an der Seite seiner Serienpartnerin Ute Mora.
Knut Hinz ist in zweiter Ehe mit Andrea Richter verheiratet und lebt mit ihr und den beiden gemeinsamen Kindern in Prem in Oberbayern. Aus seiner ersten Ehe entstammt eine Tochter.

## Filmografie (Auswahl)
- 1968: Der Tod des Handlungsreisenden
- 1970: Polizeifunk ruft (Fernsehserie, 1 Folge)
- 1971–1974: Hamburg Transit (Fernsehserie, 2 Folgen, verschiedene Rollen)
- 1972: Der Stoff aus dem die Träume sind
- 1972: Agent aus der Retorte
- 1974: Tatort: Kneipenbekanntschaft (Fernsehreihe)
- 1975: Tatort: Mordgedanken
- 1975: Motiv Liebe: Anonym (Fernsehserie)
- 1976: Charleys Tante
- 1976: Tatort: Annoncen-Mord
- 1976: Tatort: … und dann ist Zahltag (Fernsehreihe)
- 1977: Tatort: Das stille Geschäft
- 1977: Eichholz und Söhne (Fernsehreihe)
- 1981: Der Fuchs von Övelgönne: Menschenschmuggel (Fernsehserie)
- 1981: François Villon
- 1982: Die Fischer von Moorhövd (Fernsehserie, 2 Folgen)
- 1984: Patrik Pacard (TV-Miniserie)
- 1985: Tatort: Baranskis Geschäft
- 1987: Die Wilsheimer (TV-Miniserie)
- 1987–1989: Das Erbe der Guldenburgs (Fernsehserie, 5 Folgen)
- 1988–1989: Die Schwarzwaldklinik (Fernsehserie, 17 Folgen)
- 1990–2016: Lindenstraße (Fernsehserie, 680 Folgen)
- 1990: Hotel Paradies (Fernsehserie, Folge: Familienkrieg)
- 1991: Tatort: Finale am Rothenbaum
- 1994: Die Männer vom K3 (Fernsehserie, Folge: Ein friedliches Dorf)
- 1995: Tatort: Herz As
- 1995: Entführung aus der Lindenstraße (Fernsehfilm)
- 1999: Die Wache (Fernsehserie, 1 Folge)
- 2002: Großstadtrevier (Fernsehserie, 1 Folge)
- 2010: Masserberg